# Михайловский поселковый совет (Михайловский район)
Михайловский поселковый совет (укр. Михайлівська селищна рада) — входит в состав
Михайловского района
Запорожской области
Украины.
Административный центр поселкового совета находится в 
пгт Михайловка.

## История
- 1923 — дата образования.

## Населённые пункты совета
- пгт Михайловка
- с. Волковка
- с. Нововладимировка
- с. Першотравневое
- с. Петровка
- с. Тарсалак

## Ликвидированные населённые пункты совета
- с. Плодородовское